# A.J.M. Kurvers
Adolf Jan Marie Kurvers (Maastricht, 27 april 1920 – aldaar, 4 juli 1988) was een Nederlands politicus van de KVP en later het CDA.
In 1938 ging hij werken bij de gemeentesecretarie van Amby, twee jaar later maakte hij de overstap naar de gemeente Borgharen en vanaf begin 1945 was hij werkzaam bij de gemeentesecretarie van Heer waar hij het bracht tot commies. In juli 1952 werd de nog maar 32-jarige Kurvers benoemd tot burgemeester van Borgharen en in september 1963 volgde zijn benoeming tot burgemeester van Schinnen. Op 1 januari 1982 was er in het zuiden van Limburg een grote gemeentelijke herindeling waarbij Schinnen fuseerde met enkele andere gemeenten tot de nieuwe gemeente Schinnen waarvan Frans Loefen de burgemeester werd. Daarmee kwam na bijna 30 jaar een einde aan zijn burgemeesterscarrière. Tot mei 1985 was hij voorzitter van het waterschap Roer en Overmaas. Kurvers overleed midden 1988 op 68-jarige leeftijd.